# Дворска шала
Дворска шала (енгл. The Court Jester) је музичко-комедијска, средњовековна романса, костимирана драма из 1955. у којој глуме Дени Кеј, Глинис Џонс, Бејсил Ретбоун, Анђела Ленсбери и Сесил Паркер .
Филм су написали, продуцирали и режирали Мелвин Франк и Норман Панама за Парамоунт. Издат је у Техниколор и Виставижн формату за широки екран.
Филм се усредсређује на Хјуберта Хокинса, карневалског забављача који ради са бандом побуњеника Црне лисице (пародија на Робина Худа и његове веселе људе) како би заштитио правог малог краља средњовековне Енглеске од узурпатора. Чудна прилика доводи до тога да Хокинс постане шпијун под маском дворске луде у узурпирајућем Краљевом замку, где има много људи који желе да искористе Јестера за своје злобне циљеве. Филм садржи три песме (све је певала Кеј), у великој мери користи шамарчину комедију и брзоплету игру речи, а највише се памти по зверкалици „Куљица са отровом у посуди са тучком; путир из палате има напитак који је истинит!"
Иако филм није био финансијски успешан по објављивању, израстао је у омиљени класик, који је зарадио високе оцене на Rotten Tomatoes-у. Године 2004. Дворска шала је укључена у годишњу селекцију од 25 филмова додатих у Национални филмски регистар Конгресне библиотеке који се сматрају "културолошки, историјски или естетски значајним" и препоручују се за очување.

## Радња
Краљ Родерик Тиранин, који је послао лорда Рејвенхерста да побије краљевску породицу Енглеске, узурпира престо. Црна лисица и његова група побуњеника спасавају правог краља, бебу са краљевским "пурпурним пимпернелом" белегом на леђима. Они малтретирају Родерика и његове људе док чувају бебу. Лордови Брокхерст, Финсдејл и Пертви убеђују краља да тражи савез са сер Гризволдом од Меклвејна, нудећи му Родерикову ћерку Гвендолин за брак. Гвендолин се противи, јер је вештица из замка Гриселда прорекла галантнијег љубавника.
Хјуберт Хокинс, министрант Црне лисице, доводи трупу акробата-патуљак са карневала да га замени како би могао да се бори, али Црна лисица одбија. Краљеви људи проналазе своје скровиште, па је Хокинсу и другој побуњеници, дворској дами Џин, наређено да се преруше у трговце вином и однесу бебу на сигурно. На путу сусрећу краљевог новоунајмљеног лудаку Ђакома. Џин га нокаутира и каже Хокинсу да му украде идентитет. Хокинс креће ка замку, а Џин путује даље сам, али је ухваћен од стране краљевих људи, којима је наређено да доведу најлепше девојке на краљев двор.
Лорд Рејвенхурст говори пријатељу да је Ђакомо заправо убица кога је унајмио да убије Брокхерста, Финсдејла и Пертвија, како би спречио савез. Гвендолин одлучује да убије Гризелду јер ју је лагала, све док Гризелда не обећа Ђакома као свог прореченог љубавника. Хокинс, несвестан обе ове ствари, улази у замак и покушава да ступи у контакт са побуњеничким савезником. Међутим, Рејвенхурст се несвесно појављује на његов знак звиждука, па се Хокинс уместо тога удружује са њим. Пре његовог доласка, Фергус Хостлер, прави савезник, сусрео се са Џином и сакрио бебу у корпу. Џин се ушуња у палату и краде кључ од тајног пролаза из одаја краља Родерика.
Гриселда је хипнотила Хокинса и у том стању се удвара принцези, прима наређења да убије три лорда из Рејвенхурста и добија кључ од Џина, али га губи назад од краља. Хокинс заборавља све ово када чаролија нестане. Фергус му даје корпу са бебом, али пре него што је успео да је однесе на сигурно, Хокинс је позван пред краља. Он успева да одврати краља и публику да примете кош са добро примљеним наступом, а Жан спасава кош. Гризелда, у међувремену, трује чаше три лорда да спречи савез. Равенхурст верује да их је Хавкинс убио.
Гризволд стиже, али Гвендолин изјављује љубав „Ђакому“, а Хокинс је ухапшен и затворен. Рејвенхурст сазнаје да Ђакомо никада није стигао и закључује да је Хокинс, пошто је 'саботирао' савез, мора да је Црна лисица. Он убеђује Родерика да пожури Хокинса кроз искушења како би постао витез како би могао да се бори са Гризволдом, наводно да би Гризволд могао да убије луталицу, али заиста да би Црна лисица могла да елиминише Гризволда.
Џин краде кључ, а Фергус га голубом шаље правој црној лисици, али је Рејвенхерстови људи ухватили и мучили на смрт. На турниру, Гриселда отрује једно од пића и каже Хокинсу које је то. Један од Гризволдових људи чује и упозорава Гризволда, а он и Хокинс се боре да се сете која је од чаша отрована (чувена рутина „Пуд са пестом “) и на крају не попију тост. Пуком срећом, Хокинс побеђује Гризволда у дуелу, али му поштеди живот и шаље га.
Равенхурст проналази бебу и разоткрива Хокинса као издајника. Међутим, прави црни лисац шаље патуљке кроз тајни пролаз и они спасавају Хокинса, Џин и бебу. Џин удари чувара врата и пушта војску Црне лисице у замак. Под претњом Гвендолин, Гриселда хипнотише Хокинса да постане мајстор мача и он се бори са Рејвенхерстом, иако се чаролија случајно укључује и искључује неколико пута. Коначно, Хокинс и Џин лансирају Рејвенхурста из катапулта у море.

## Улоге
(како је наведено по редоследу појављивања у почетним кредитима)
| Глумац          | Улога                                                      |
| --------------- | ---------------------------------------------------------- |
| Дени Кеј        | Хјуберт Хокинс, менаџер који краде идентитет Шака Ђакома   |
| Глинис Џонс     | девојка Џин, капетан побуњеника и Хокинсов љубавни интерес |
| Бејзил Ретбоун  | лорд Рејвенхерст, најближи краљев саветник                 |
| Анђела Ленсбери | Гвендолин, енглеска принцеза                               |
| Сесил Паркер    | Родерик, лажни краљ Енглеске и отац Гвендолин              |
| Милдред Натвик  | Гриселда, вештица и саветница Гвендолин                    |
| Роберт Мидлтон  | сер Гризволд из Мекелвејна, Гвендолининог вереника         |
| Мајкл Пејт      | сер Локсли, Рејвенхерстов лакеј и савезник                 |

## Продукција
(како је наведено по редоследу појављивања у почетним кредитима)
- Хал Переира ―уметничка режија
- Роланд Андерсон ―уметнички правац
- Том Мекадо—уредник
- Џон П. Фултон —специјални фотографски ефекти
- Ирмин Робертс —специјални фотографски ефекти
- Фарсиот Едоуарт, (АСЦ)—процесна фотографија
- Сам Цомер ―сет декорација
- Артхур Крамс ―сет декорација
- Едитх Хеад - костими
- Ивон Вуд ―костими
- Џон Кунан - помоћник директора
- ДРО Хатсвел—технички саветник
- Вали Вестморе ―надзор шминкања
- Хари Линдгрен ―звучни снимак
- Џон Коуп—звучни снимак
- Вицтор Сцхоен—музички запис и дириговање
- Хал Ц. Керн ―асистент продуцента
- Џејмс Старбак — кореограф
- Силвија Фине ―текст
- Семи Кан ―музика
- Норман Панама ―косценариста, копродуцент и коредитељ
- Мелвин Франк ―косценариста, копродуцент и ко-редитељ

## Музика
Холивудски аранжер и композитор Вик Шоен је замољен да обезбеди музику за филм. Филмски композитор Елмер Бернштајн био је ангажован као помоћник музичког директора у Шену. Дворска шала је била огроман изазов за Шоена у то време јер је то био његов први дугометражни филм. Није био формално обучен о механизмима синхронизације музике са филмом – научио је на послу. За филм је било потребно 100 минута музике да би Шоен компоновао и аранжирао. Неки делови у филму (такође познати као "назнаке") били су веома дуги, и требало је много сати да се Шоен усаврши. Један комад на који је Шоен био најпоноснији у својој каријери била је музика јурњаве пред крај филма када се лик Денија Кеја упустио у борбу мачевима. Шоен је написао мини клавирски концерт за ову сцену.
Пријатно изненађење догодило се током снимања филма Дворска шала. Црвено светло „снимање у току“ је било упаљено да не би дошло до прекида, тако да је Шон почео да диригује, али је приметио да се цео оркестар окренуо да погледа Игора Стравинског, који је управо ушао у студио. Сцхоен је рекао: „Цела соба је била запањена када је видела како овај мали човек са великим грудима улази и слуша нашу сесију. Касније сам разговарао с њим након што смо завршили снимање. Отишли смо и попили шољу кафе заједно. Након што је слушао моју музику, Стравински ми је рекао 'Прекршио си сва правила'. Тада нисам разумео његов коментар јер сам био самоук. Требале су ми године да схватим на шта је мислио."
Уводна песма филма, руши четврти зид тако што Кеј директно упућује на глумачку екипу и екипу, у једном тренутку се такође шалећи о томе ко је од заслужних текстописаца заправо написао песме. Иако није неуобичајен троп у музичким филмским комедијама тог доба (као што су филмови Боба Хоупа и Бинга Кросбија (од којих су неколико написали Панама и Френк)), у контексту филма ове референце такође изазивају назад на средњовековне позоришне представе које су често почињале тако што је глумац објашњавао заплет и како је представа настала.

## Аудио верзија
У септембру 1955. Кеј је снимила деветоминутну, сажету верзију Дворска шала из 1956. на дводелном синглу К 166.  Поједностављена верзија приче садржи одломке из неколико песама из филма, али елиминише лик Хуберта; у 45 појединачној верзији, Лисица свуда имитује Ђакома. Лорд Равенхурст је замењен неименованим злим краљем, а Џин је такође избачен из приче. Песме су представљене (често не више од неколико редова). 

## Пријем

### Критички пријем
Направљен по цени од 4 милиона долара у јесен 1955. године, Дворска шала је била најскупља комедија снимљена до тада.   Филм је бомбардован на благајнама по објављивању, доносећи само 2,2 милиона долара прихода следеће зиме и пролећа 1956.  Међутим, од тада је постао класик и омиљени телевизијски матине . На Rotten Tomatoes -у, филм има оцену одобравања од 97% на основу 30 рецензија, са просечном оценом 8/10. Критички консензус сајта гласи: „Духовити подвала средњовековних шашавих филмова, Дворска шала приказује Данија Кеја у његовом спретном, најбољем извртању језика“.  Аутор и филмски критичар Леонард Малтин доделио је филму четири од могуће четири звездице, назвавши га "једном од најбољих комедија икада направљених". 
Дејвид Кениг размишља о наслеђу Денија Кеја и Дворској шали: „Његова заоставштина је потамнила током времена. Његова највећа дела… данас трају само као сећања у главама остарелих чланова његове публике… већи део његовог ТВ рада није посебно добро остарио. Хир је био неког другог времена“. Међутим, Кениг на Кејин филмски рад гледа у другачијем светлу: „Историја се насмешила појединачним сликама — посебно празничним елементима Белог Божића и Дворске шале … средњовековна лудница је стално стекла репутацију једне од највећих комедија свих времена ." 

### Награде и почасти
Године 1957. Дени Кеј је добио номинацију за Златни глобус за најбољег филмског глумца – комедија/мјузикл,  а 2000. године, Амерички филмски институт ставио је филм на своју листу 100 година...100 смеха, где је био рангиран као # 98.  2004. године, Национални филмски регистар Сједињених Држава одлучио је да сачува Дворску шалу као „културолошки, историјски или естетски значајан“. 